# Wałerij Żurawko
Wałerij Wiktorowycz Żurawko, ukr. Валерій Вікторович Журавко, ros. Валерий Викторович Журавко, Walerij Wiktorowicz Żurawko (ur. 5 września 1947 w Oczakowie, zm. 20 marca 2020) – ukraiński piłkarz, grający na pozycji napastnika lub pomocnika, trener piłkarski.

## Kariera piłkarska
Wychowanek klubu Dnipro Dniepropietrowsk. W 1966 rozpoczął karierę piłkarską w klubie Awanhard Żółte Wody. W 1967 został zaproszony do Sudnobudiwnyka Mikołajów, ale latem 1969 powrócił do Awanharda Żółte Wody. W 1971 bronił barw Sudnobudiwnyka Mikołajów oraz Awanharda Tarnopol. W 1972 został powołany do wojska, gdzie służył w wojskowym klubie Zirka Tyraspol. W 1973 został piłkarzem Łokomotywu Chersoń. W następnym sezonie powrócił do drużyny m.Tyraspol, w której zakończył karierę piłkarza.

## Kariera trenerska
Po zakończeniu kariery piłkarskiej rozpoczął pracę szkoleniowca. W 1986 pracował na stanowisku dyrektora technicznego klubu Paxtakor Andijon. W 1987 był jednym z założycieli i pierwszym trenerem klubu z rodzimego Oczakowa, który nazywał się Majak Oczaków, a od 1992 Artanija Oczaków. Z oczakowskim zespołem przeszedł od rozgrywek amatorskich do pierwszej ligi ukraińskiej. Od lipca do września 1994 prowadził Ewis Mikołajów. Od lipca do września 1998 ponownie pracował w sztabie mikołajowskiego klubu pomagając  trenerowi Anatoliju Końkowu. Następnie do sierpnia 2000 razem z Końkowym pracował w sztabie szkoleniowym Worskły Połtawa. Od lipca 2004 do marca 2006 również pomagał Końkowu trenować azerski İnter Baku.

## Sukcesy i odznaczenia

### Sukcesy piłkarskie
Awanhard Żółte Wody
- mistrz Ukraińskiej SRR: 1966

### Sukcesy trenerskie
Majak/Artanija Oczaków
- mistrz obwodu mikołajowskiego: 1989
- zdobywca Pucharu obwodu mikołajowskiego: 1989
- zdobywca Pucharu ZSRR wśród amatorów: 1990
- brązowy medalista grupy II Pierwszej Ligi Ukrainy: 1992

### Odznaczenia
- tytuł Mistrza Sportu ZSRR: 1967
- tytuł Zasłużonego Trenera Ukrainy: 1992